# Taishi Taguchi
Taishi Taguchi (田口 泰士 Taguchi Taishi?,  Naha, Okinawa, 16 de marzo de 1991) es un futbolista japonés que juega como centrocampista en el JEF United Chiba.

## Selección nacional
En 2014 jugó tres veces para la selección de fútbol de Japón.
| Selección | País  | Año  |
| --------- | ----- | ---- |
| Absoluta  | Japón | 2014 |

## Clubes
| Club             | País  | Año       |
| ---------------- | ----- | --------- |
| Nagoya Grampus   | Japón | 2009-2017 |
| Júbilo Iwata     | Japón | 2018-2019 |
| JEF United Chiba | Japón | 2020-     |

## Estadística de equipo nacional
| Selección de Japón | Selección de Japón | Selección de Japón |
| Año                | Part.              | Goles              |
| ------------------ | ------------------ | ------------------ |
| 2014               | 3                  | 0                  |
| Total              | 3                  | 0                  |

## Palmarés

### Títulos nacionales
| Título    | Club           | País  | Año  |
| --------- | -------------- | ----- | ---- |
| J1 League | Nagoya Grampus | Japón | 2010 |